# Christian Axelsson
Christian Axelsson född 26 mars 1988 i Runneröd, Bohuslän, är en svensk geolog och författare. Axelsson har tillsammans med Nike Bengtzelius skrivit de tre första delarna i en lättläst hockeyserie för barn och ungdom, Förstafemman.